# أبو الهول الكندي
أبو الهول الكندي (الاسم العلمي: Sphinx canadensis) (بالإنجليزية: Canadian Sphinx)‏ هو نوع من الحشرات يتبع جنس أبو الهول من فصيلة عثث أبو الهول.